# Spaans referendum over het Verdrag tot vaststelling van een Grondwet voor Europa

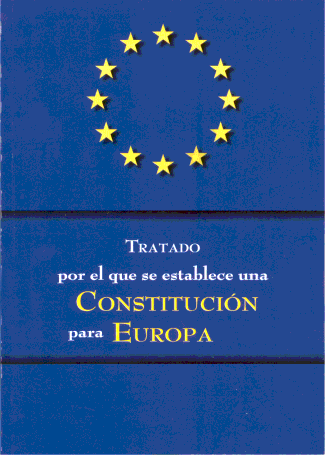
De omslag van de tekst van het Verdrag tot vaststelling van een Grondwet voor Europa die door de Spaanse overheid werd verspreid

In Spanje werd op 20 februari 2005 een nationaal referendum gehouden inzake het Verdrag tot vaststelling van een Grondwet voor Europa, die door de regering van elk van de vijfentwintig lidstaten van de Europese Unie geratificeerd moet worden. Een dergelijk referendum zou in zeker 10 landen georganiseerd gaan worden.
Slechts tweeënveertig procent van de Spaanse bevolking bracht haar stem uit, maar - waarschijnlijk mede dankzij de intensieve campagne van de Spaanse overheid - 77 procent stemde vóór ratificatie van de grondwet. Het opkomstpercentage was het laagst sinds de democratie in 1975 in Spanje hersteld werd.
De vraag die de kiezers gesteld werd was:
"¿Aprueba usted el Tratado por el que se establece una Constitución para Europa?"

("Keurt u het voorstel dat de Verdrag tot vaststelling van een Grondwet voor Europa vastlegt goed?")
Het grondwetsreferendum was niet bindend voor de overheid, maar gaf de regering de officiële steun van de bevolking om het verdrag te ratificeren.

## De campagne
Zowel de regeringspartij PSOE als de grootste oppositiepartij Partido Popular voerden campagne om de Spanjaarden de ratificatie goed te keuren. Veel van de andere oppositiepartijen waren echter tegen. Een recent onderzoek wees uit dat slechts 10% van de Spaanse bevolking wist welke wetsbepalingen in de grondwet zijn vastgelegd. Toch huurde de overheid beroemdheden in om delen van de grondwet voor te lezen in dagelijks uitgezonden televisie-reclames. Ook werden vijf miljoen boekjes met paragrafen uit het verdrag verspreid bij de zondagskranten.

## De resultaten

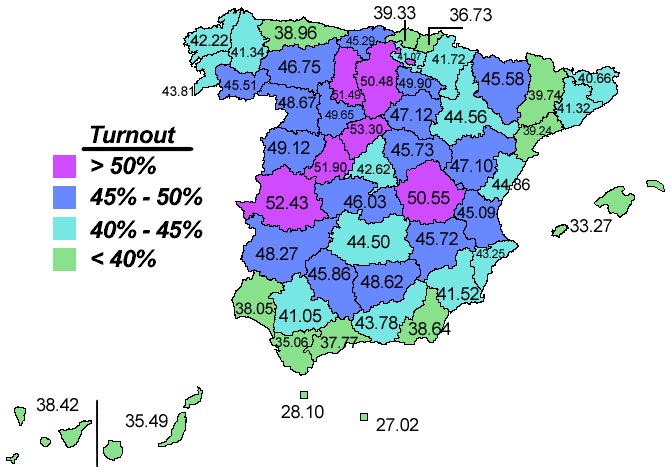
Opkomst bij het referendum.
Paars: 50% of meer; blauw: 42,3% tot 50%; groen: minder dan 42,3%

| Uitgebrachte stemmen                   | 14.204.663 | 42,32%  |
| Onthoudingen                           | 19.359.017 | 57,68%  |
| Stemgerechtigden                       | 33.563.680 | 100,00% |
| Van de uitgebrachte stemmen            |            |         |
| Geldige stemmen                        | 14.081.966 | 99,14%  |
| Ongeldige stemmen                      | 122.697    | 0,86%   |
| Totaal aantal stemmen                  | 14.204.663 | 100,00% |
| Van de geldige stemmen was de uitkomst |            |         |
| Ja                                     | 10,804,464 | 76,73%  |
| Nee                                    | 2.428.409  | 17,24%  |
| Blanco                                 | 849.093    | 6,03%   |
| Totaal                                 | 14.081.966 | 100,00% |